# 郑元植
郑元植（韓語：정원식，1928年8月5日—2020年4月12日），號西湖（韓語：서호），韩国教育者兼哲学家、心理学家、咨询师、政治家、军人，1951年开始担任5年时间的陆军军官，曾歷任文教部长官、代总理、23任总理。1961年以後，於汉城国立大学歷任助理教授、副敎授、敎授。

## 生平
郑元植出生在朝鮮日治時期的黄海南道载寧郡西湖新焕浦里95号，郑元植的父母在美国传教士们影响下入了基督教，所以他从很早以前就开始接受基督教信仰。解放后1946年7月海州東中毕业后进入京城大學（首尔大学的前身）预科就读，1948年在师范学院学习，期间1951年至1955年在韩国军队担任军官。1954年汉城国立大学师范学院毕业，1955年由陆军队单位编入预备役，1956年受任命為公务员，任中央教育研究所研究员，隨後被派往美国留学，1957年就读乔治·皮巴迪大学教育研究生院心理学系，1958年取得心理学硕士学位并回国。
1960年8月担任文教部长官的秘書官、奬學官。1961年5.16軍事政变以後，成为母校汉城国立大学师范学院教育学系助理教授、副敎授。1964年再赴乔治·皮巴迪大学攻读博士学位，1966年取得哲学博士学位。1970年以后任韩国教育学会教育心理研究会会长，1972年任顾问协会会长等职务。1974年，獲汉城国立大学聘用為敎育学教授。1979年任汉城大学师范学院院长，并成为《朝鲜日报》等专栏作家。1983年师范学院院长退位后继续担任大学教授。1984年担任韩国敎育学会会长，1985年被聘为韩国敎育改革审议会委员，当年也当选广播审议委员会副委员长。1985年开到1987年任教育改革审议会教育发展分科委员长和韩国图书杂志周报伦理委员会委员长。1988年2月卢泰愚政府任命他为韩国广播审议委员会委员长，12月5日被提拔为第30代韩国文敎部长官，任职期间大力管制教师腐败和收红包等不正之风，被教师工会强烈反对，并发起学生运动圈揭发和全教工解聘等抗议活动。他访问釜山大学和在世宗大学讲课时，乘坐的轿车被学生们监禁推倒  。1990年12月26日辞去文教部长官职务，担任财团理事长、德成女子大学兼职教授、韩国外国语大学兼职教授等职。1991年当选民自党政策评价委员。
1991年郑元植辞去财团理事长之职，并在非洲巡访途中被任命为代总理，1991年5月24日就任国务代总理。就任前夕，他在韩国外国语大学最后讲课后，遭到学生们投掷面粉、鸡蛋的洗礼，世宗大学、德成女子大学、釜山大学对他进行嘲弄和嘲笑。
7月3日郑元植通过国会批准，正式就任第23任韩国总理。总理在职期间，3次赴平壤参加南北高层会谈，并以韩方首席代表的身份访问平壤，与北朝鲜国家主席金日成进行了会晤，并签订了南北基本协议书。1992年10月7日郑元植宣布辞职。
总理卸任后的1992年任综合科学审议会委员长，对中小企业的政策审议会委员长、安重根义士追悼事业推进委员会顾问等，1992年被任命为民主自由党党务委员和总统选举对策委员长。民主自由党总统候选人金泳三在当选总统后，他于1993年2月被选为第14届总统职务接管委员会委员长一职，负责进行政权交接。1993年任世宗研究所理事长，还兼任广播委员会委员长、“青少年对话广场”财团理事长、安重根义士崇慕会理事长。1995年被委任首尔大学师范学院名誉教授。
1995年4月28日，郑元植与初入政坛的李明博争夺民主自由党汉城市长候选人提名获胜，但在再次竞选中失败。1997年郑元植当选为大韩红十字会总裁。此后历任韩国顾问协会会长、韩国教育学会会长、天堂福利财团理事长、千元吴千石纪念会会长等职务。
2010年6月任有限财团理事长，

## 外部連結
- 韩国歷任总理 （页面存档备份，存于）